# 아야노초 정류장
아야노초 정류장(일본어: 綾ノ町停留場, あやのちょうていりゅうじょう)은 일본 오사카부 사카이시 사카이구에 있는 한카이 전기 궤도의 정류장이다. 역 번호는 HN18이다.

## 정류장 구조
단선 승강장 2면이 아야노도 사거리를 끼고 엇갈리게 배치되어 있다. 하마데라에키마에 방면 플랫폼은 아야노초히가시 1초의 신설 궤도상에, 에비스초 방향 플랫폼은 니시키노초히가시 1초의 병용 궤도 상에 위치한다. 후자 플랫폼의 역명판은 역 번호 설정 후에 갱신되어 난카이 전기철도와 다르게 독자적인 디자인이 되어 있다(디자인은 오사카 시영 지하철 역명판과 유사). 갱신 전에는 허름한 자립식의 역명판이 남아 있으며 하단 다음역 표시는 "たかすじんしゃ"이 아닌 "たかすじんじゃ"였다.

## 역 주변
- 야마구치가 주택
- 사카이 시립 청소년 센터
- 아야노초히가시 상점가

## 사진

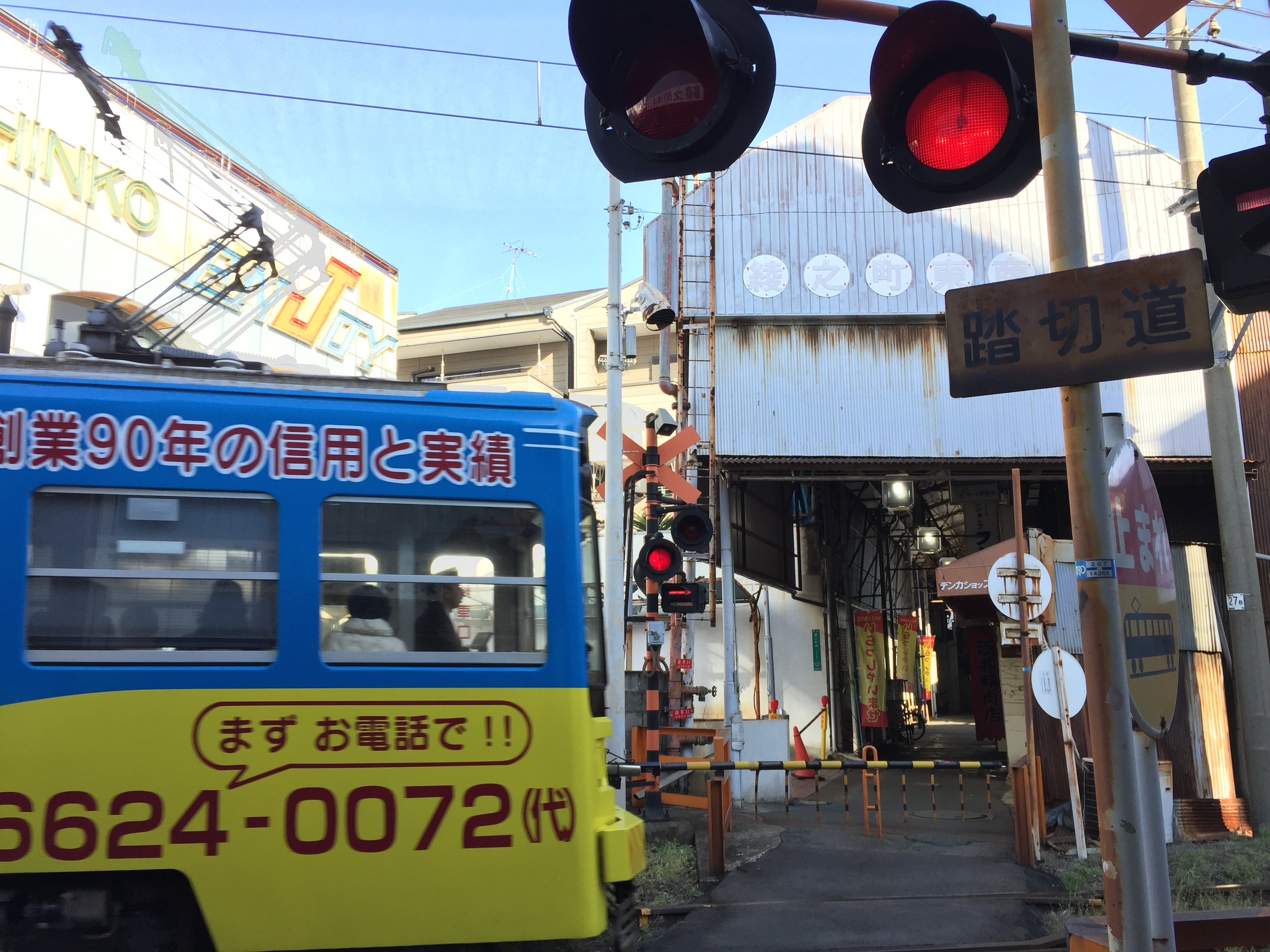
역전 건널목
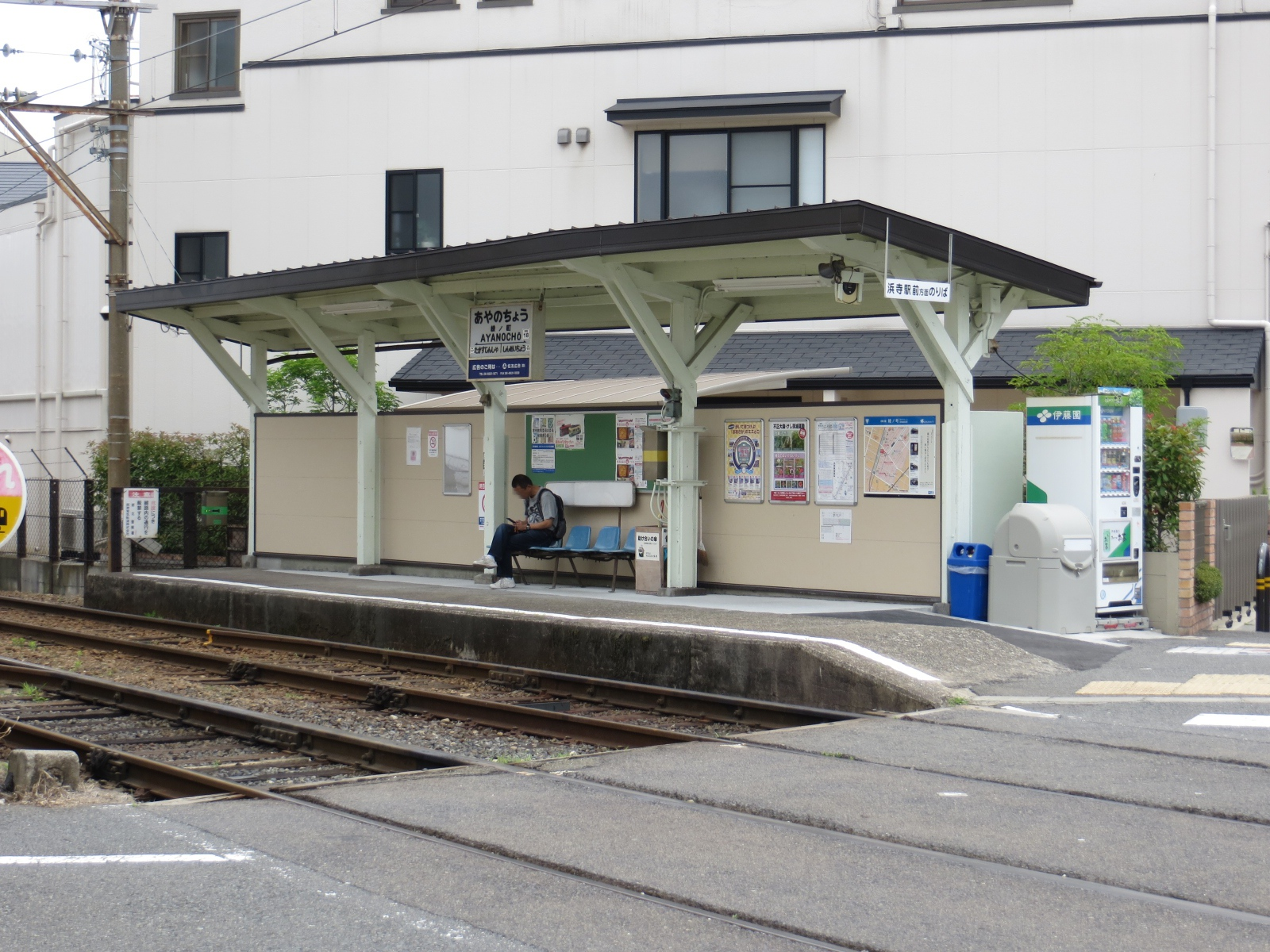
하마데라에키마에 방향 플랫폼
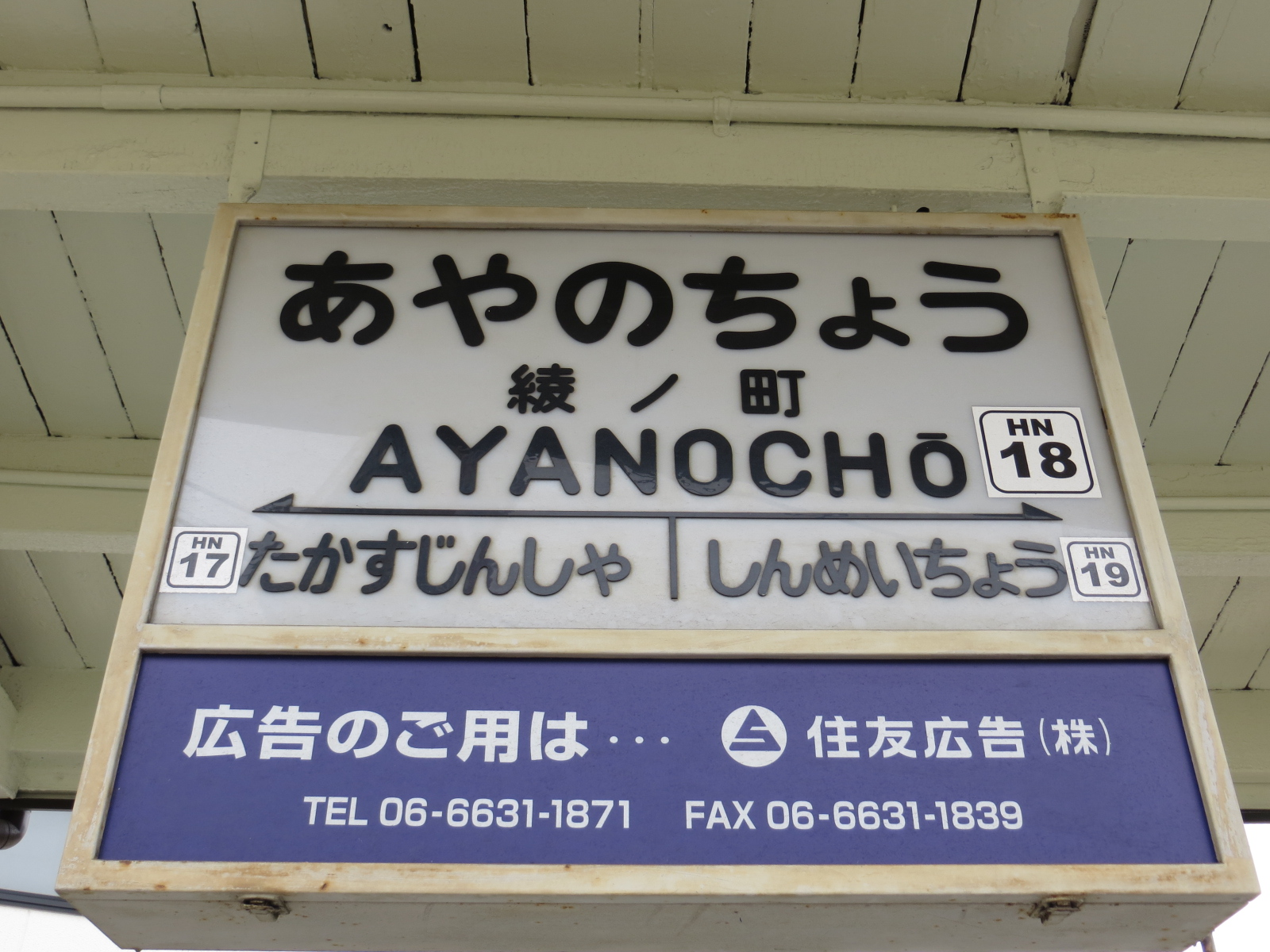
역명판

## 인접역
| 한카이 전기 궤도 ■ 한카이 선  | 한카이 전기 궤도 ■ 한카이 선 | 한카이 전기 궤도 ■ 한카이 선        |
| ----------------------------- | ---------------------------- | ----------------------------------- |
| HN17 다카스진샤 에비스초 방면 |                              | 신메이초 HN19 하마데라에키마에 방면 |